# Plague Inc: Evolved
Plague Inc: Evolved este un joc video de simulare de strategie în timp real, dezvoltat și publicat de studioul independent de jocuri Ndemic Creations, cu sediul în Regatul Unit. Jocul este un remake al jocului anterior al dezvoltatorului, Plague Inc., adaptat pentru PC și console. În joc, jucătorul creează și evoluează un agent patogen într-un efort de a distruge lumea cu o ciumă mortală. Jocul folosește un model epidemic cu un set complex și realist de variabile pentru a simula răspândirea și severitatea ciumei și a atras atenția CDC.

## Gameplay
Jocul de bază din Plague Inc: Evolved este același ca și Plague Inc. – jucătorul controlează o ciumă care a infectat pacientul zero. Jucătorul trebuie să infecteze și să ucidă întreaga populație a lumii prin evoluția ciumei și adaptarea la diverse medii. Cu toate acestea, există o presiune de timp pentru a finaliza jocul înainte ca oamenii, adversarul, să dezvolte un leac pentru ciumă. Dezvoltatorul a declarat că jocul a fost inspirat de Pandemic 2, un joc Flash bazat pe browser lansat în 2008 de Dark Realm Studios.
Seria de jocuri a fost lăudată de Centrul pentru Prevenirea și Controlul Bolilor, care a declarat că „utilizează o cale netradițională pentru a sensibiliza publicul cu privire la epidemiologie, transmiterea bolilor și informații despre boli/pandemii. Jocul creează o lume captivantă care implică publicul pe teme grave de sănătate publică”. Dezvoltatorul jocului a fost invitat să țină o conferință la CDC.
Acesta include, de asemenea, toate pachetele de expansiune din jocul original Plague Inc.

### Plague Inc: The Cure
Pe 28 ianuarie 2021, Plague Inc: The Cure un DLC gratuit (acum plătit) a fost lansat în care jucătorul încearcă să eradice o ciumă care se răspândește rapid prin crearea unui leac înainte de a-și pierde toată „autoritatea” din cauza prea multor oameni panicați de răspândirea bolii.
Jucătorul poate încetini răspândirea ciumei prin impunerea de linii directoare de sănătate, scheme de conștientizare publică și închideri continentale.

## Dezvoltare și lansare
Plague Inc: Evolved a fost lansat pe Steam Early Access pe 20 februarie 2014.
În 2014, dezvoltatorul a folosit „aproape jumătate de milion de bucăți de feedback și cereri de caracteristici de la jucători” pentru a-l ajuta să înțeleagă ce doreau jucătorii de la joc și a spus că a fost „doar 50 la sută din drumul prin documentul original de proiectare Plague Inc.”.
Un mod multiplayer, intitulat „Modul VS.” a fost adăugat la joc pe 1 decembrie 2015. În acest mod, doi jucători concurează pentru a-și răspândi propria ciumă în întreaga lume, împiedicând în același timp oamenii din joc să inventeze un leac și să încerce să eradice boala celuilalt jucător. Modul adaugă noi gene, evoluție și abilități la joc.
Lansarea versiunii 1.0 a avut loc la 18 februarie 2016.
Pe 9 august 2019, Ndemic Creations a lansat Plague Inc. Evolved pentru Nintendo Switch; gameplay-ul este operat prin Joy-Con-ul⁠(d) Switch sau ecranul tactil.

## Recepție
Versiunea Xbox One a jocului Plague Inc. Evolved a primit „recenzii în general favorabile” de la agregatorul de recenzii Metacritic. Criticii au dat jocului un scor mediu de 80 din 100.
În martie 2016, ediția italiană a Eurogamer a acordat jocului o notă de 7 din 10, lăudând jocul pentru gameplay-ul său relativ complex, dar criticându-l ușor pentru lipsa de profunzime cauzată de originile sale ca joc mobil.
În octombrie 2015, GamesRadar+⁠(d) a acordat jocului o notă de 4 din 5, afirmând că jocul este un „act delicat de echilibrare”.
Au existat unele controverse din cauza naturii jocului în timpul pandemiei de COVID-19, din această cauză Plague Inc. The Cure a fost distribuit gratuit pe unele platforme până la sfârșitul acesteia.